# Katedra św. Olafa w Oslo
Katedra św. Olafa w Oslo (norw. St. Olav Domkirke) – katedra rzymskokatolicka w Oslo, główna świątynia diecezji Oslo, obejmującej swym zasięgiem południową część Norwegii. Mieści się przy ulicy Akersveien 12.

## Historia
Katedra została wybudowana w 1856 w stylu neogotyckim według projektu architekta Heinricha Ernsta Schirmera. Na tę okazję królowa Józefina podarowała parafii kopię Madonny Sykstyńskiej Rafaela wykonaną przez hrabinę Sophie Adlersparre. Od 1953 kościół posiada godność katedry Diecezji Oslo. Katedra posiada tabernakulum wykonane z włoskiego marmuru, podarowane przez bł. papieża Piusa IX w 1857, tron biskupi na którym siedział papież Jan Paweł II w 1989, podczas wizyty w świątyni i relikwie Króla Olafa, świętego patrona Norwegii. Katedra była restaurowana w latach 1975–1976 przez architektów Thomasa Thiis-Evensena i Sigurda Østberga; nowy wysoki ołtarz i kolumny w nawach są wykonane z norweskiego granitu. Nowe organy z 1976 roku (odrestaurowane w 2002) mają 20 głosów na 2 manuałach z pedałem. Zostały wykonane przez firmę J.H. Jørgensen z Oslo w stylu neobarokowym.

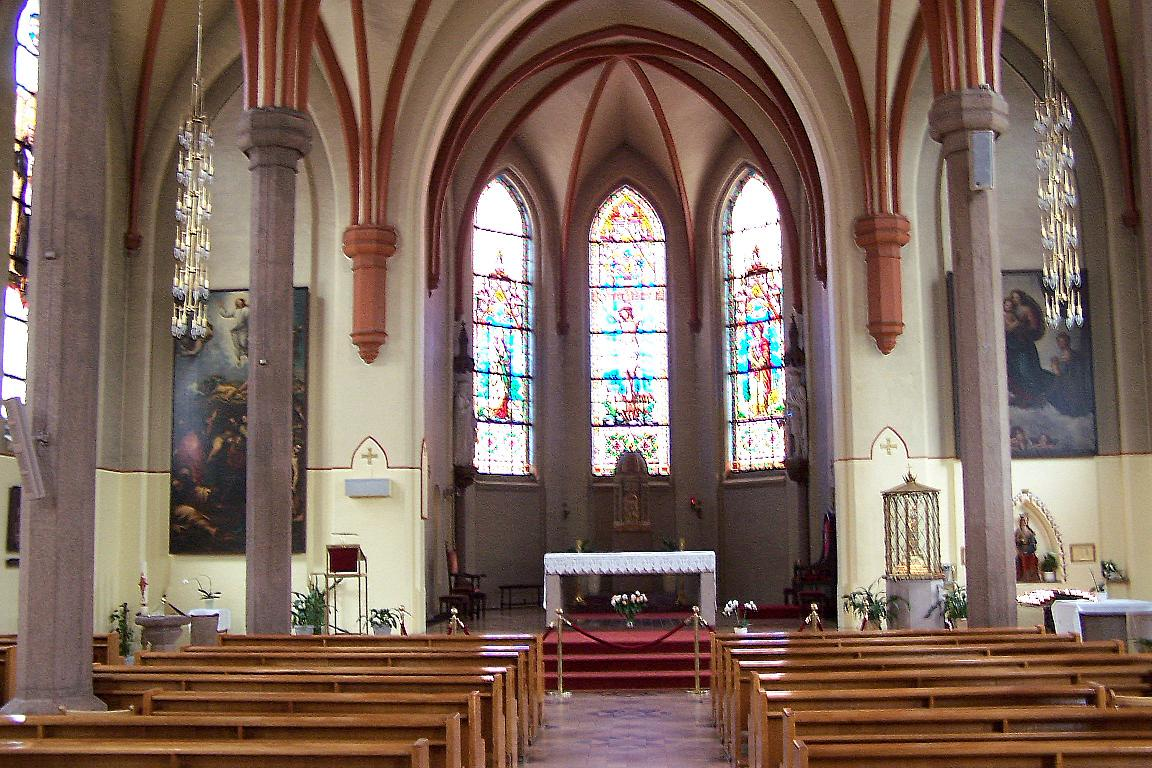
Wnętrze

## Duszpasterstwo polonijne
Przy parafii św. Olafa pracują polscy księża katoliccy.

### Nabożeństwa w języku polskim
- niedziela: 8.00, 14.30 i 16.00[1]
- piątek i sobota: 19.00